# Last Days in Vietnam
Last Days in Vietnam é um filme-documentário estadunidense de 2014 dirigido e escrito por Rory Kennedy. Estrelado no Festival Sundance de Cinema em 17 de janeiro, a obra, que segue os últimos anos da Guerra do Vietnã, foi indicada ao Oscar de melhor documentário de longa-metragem na edição de 2015.

## Prêmios e indicações
- Indicado: Oscar de melhor documentário de longa-metragem (2015)